# いのちの理由
「いのちの理由」（いのちのりゆう）は、さだまさしの作詩・作曲による歌である。2009年6月10日発売のアルバム『美しい朝』の収録曲として発表された。
この曲は、法然上人800年大遠忌（2011年）記念の「法然共生（ともいき）イメージソング」として、浄土宗からの依頼により作られた。アルバム発売後、浄土宗出版取り扱い限定のシングル盤も発売された。さだの発表後、様々な歌手によってカバーされている。

## カバー
- コロッケ - シングル『いのちの理由』（2010年）[3]、アルバム『コロッケワールド ～いのちの理由～』（2012年）[4]
- Paix2 - シングル（ミニ・アルバム）『ともいき…未来へ』（2010年）[3]
- チキンガーリックステーキ - アルバム『ふるさとの花』（2011年）
- 岩崎宏美 - シングル『いのちの理由』他（2012年） 後述
- 佐田玲子 - ミニ・アルバム『彼方より』（2013年）[5]
- クリス・ハート - シングル『いのちの理由』、アルバム『Heart Song Tears』（2016年）[6]
- 鶫真衣（陸上自衛隊中部方面音楽隊） - アルバム『いのちの音』（2018年）
- 新妻聖子 - アルバム『Colors of Life』（2019年）
- 平原綾香 - アルバム『はじめまして』（2019年）[7]
- 夏川りみ - アルバム『あかり』（2021年）[8]
- 木山裕策 - アルバム『ホーム&ライヴズ』（2021年）

朗読
- 大竹しのぶ - アルバム『吟詠〜さだまさしの詩〜』（2012年）

## 岩崎宏美のカバー
岩崎宏美による『いのちの理由』は、2012年4月4日にシングルが発売された。4年前の『始まりの詩、あなたへ』以来となる63枚目のシングルである。また、「Dear Friends」シリーズの6作目であるアルバム『Dear Friends VI さだまさしトリビュート』（同年5月23日発売）にも収録された（表題曲のみ）。このアルバムはタイトルのとおり、さだによる楽曲のカバーのみを集めている。
カップリング曲の「笑顔をみせて～for tomorrow～」は、1996年のシングル『Believin'』のカップリング曲「笑顔をみせて」の再録音版である。アルバム『岩崎宏美 LIVE BEST SELECTION 2006-2010』（2011年10月12日発売）にも収録されている。

### 収録曲（岩崎宏美版シングル）
- いのちの理由（5分14秒）
作詞・作曲：さだまさし／編曲：渡辺俊幸
- 笑顔をみせて～for tomorrow～（4分51秒）
作詞：岩崎宏美／作曲：塩谷哲／編曲：坂本昌之
- いのちの理由（オリジナル・カラオケ）
- 笑顔をみせて～for tomorrow～（オリジナル・カラオケ）

## エッセイ集
さだまさしは同名のエッセイ集を著し、2011年12月にダイヤモンド社から刊行した。2009年から2011年にかけて書かれたものをまとめていて、さまざまなテーマが扱われているが、東日本大震災の年の刊行ということもあり、震災にまつわる逸話やメッセージも綴られている。
- さだまさし『いのちの理由』ダイヤモンド社、四六判上製、2011年12月発行[10]、ISBN 978-4-478-01763-0